# Meister von Arguis

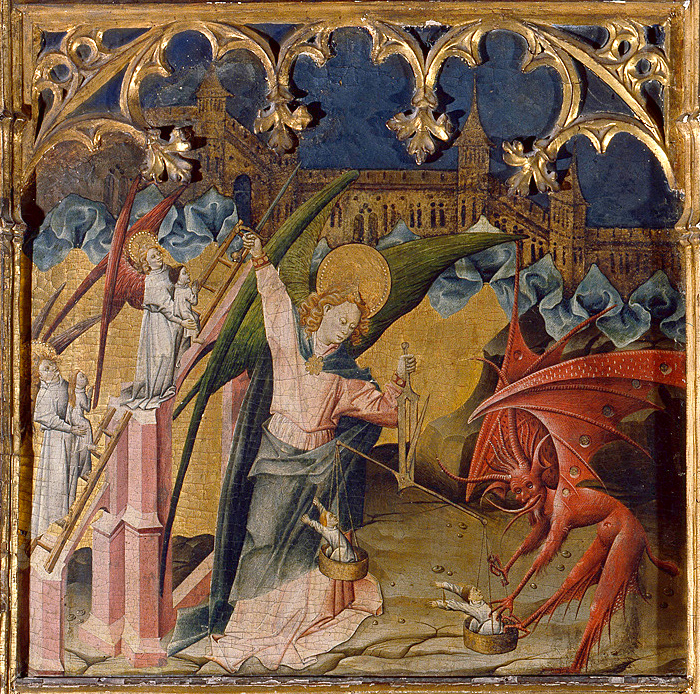
Szene aus Legenden um den Erzengel Michael. Meister von Arguis.

Als Meister von Arguis (sp. Maestro de Arguis) wird ein mittelalterlicher Maler bezeichnet, der in der ersten Hälfte des 15. Jahrhunderts vielleicht in Spanien tätig war. Der namentlich nicht bekannte Künstler erhielt seinen Notnamen nach den von ihm um 1440 geschaffenen gotischen Altarbildern, die Szenen aus Legenden um den Erzengel Michael darstellen. Sie stammen aus einer Kirche in Arguis in der aragonischen Provinz Huesca in Spanien und finden sich heute im Museo del Prado in Madrid.

## Die Bilder des Meisters
Auf Goldgrund zeigt der Meister von Arguis in sechs Bildern die Legende der Erscheinung des Erzengels auf dem Monte Gargano in Apulien und es wird die Legende seiner Erscheinung auf dem Castello de Sant’Angelo in Rom gezeigt. Weiter wird Michael in seinem siegreichen Kampf gegen die rebellierenden Engel und den göttlichen Widersacher, den Satan, des Weiteren Michael in seiner Rolle beim Gericht am Ende der Zeit dargestellt. Ein Bild in der Mitte des Altars zeigt die Dreifaltigkeit, die Bilder auf der Predella zeigen Heiligenbilder.
Alle Bilder des Meister von Arguis stehen ganz im Stil der Internationalen Gotik. Wegen der großen Nähe zu dem Stil der Gotik im südlichen Mitteleuropa kann nicht sicher gesagt werden, ob der Meister gebürtiger Spanier oder ein nach Spanien eingewanderter Maler war. Weiter ist nicht sicher, ob er überhaupt in Spanien tätig war. Der Meister folgt einem Stile der Internationalen Gotik, wie er um 1440 noch in der böhmischen und süddeutschen Malerei der Zeit vorherrscht. Daher könnte es sich bei seinem Werk um einen Import aus Süddeutschland handeln.

## Stilistische Bewertung
Werke des Meisters von Arguis finden sich in Aragonien. In anderen Teilen Spaniens war um 1440 schon der Einfluss der flandrischen und auch italienischer Malerei des Beginns der Renaissancemalerei zu finden, was sich beispielsweise in den naturnahen Darstellungen im Hintergrund der Bilder findet. So malte in diesem Stil bereits ein Zeitgenosse des Meisters von Arguis, Luís Dalmau, Hofmaler des Königs Alfons V. von Aragonien. Wenn sich andere Maler wie Dalmau vom weichen Stil der Gotik entfernten und schon nicht mehr auf Goldgrund gemalt haben, war in Aragonien, der Region um Arguis, diese Technik noch weiter beliebt und wurde vom Meister von Arguis und beispielsweise von dem spanischen Maler und Buchillustrator Bernat Martorell noch eine Zeitlang weitergeführt.
Auch wenn nicht sicher ist, ob der Meister von Arguis in Spanien tätig war, so ist sein Werk doch ein typisches Beispiel für den Zeitgeschmack im Aragonien seiner Zeit und den damaligen Stil einer aragonesischen Schule.

## Werke (Auswahl)
Dem Meister von Arguis werden folgende Bilder zugeordnet:
- Altarbild aus Arguis (La leyenda de san Miguel), Museo del Prado, Madrid, Inv. Nr. P1332
- Der heilige Laurentius; Der heilige Leonardus, (Außenflügel eines Triptychons) Walters Art Museum, Baltimore, Inv. Nr. 37.868
- Altarbild aus Alquézar, Museo de la Colegiata de Alquézar